# Anthophorula nevadensis
Anthophorula nevadensis är en biart som först beskrevs av Timberlake 1980.  Anthophorula nevadensis ingår i släktet Anthophorula och familjen långtungebin. Inga underarter finns listade i Catalogue of Life.